# Podhradí nad Dyjí

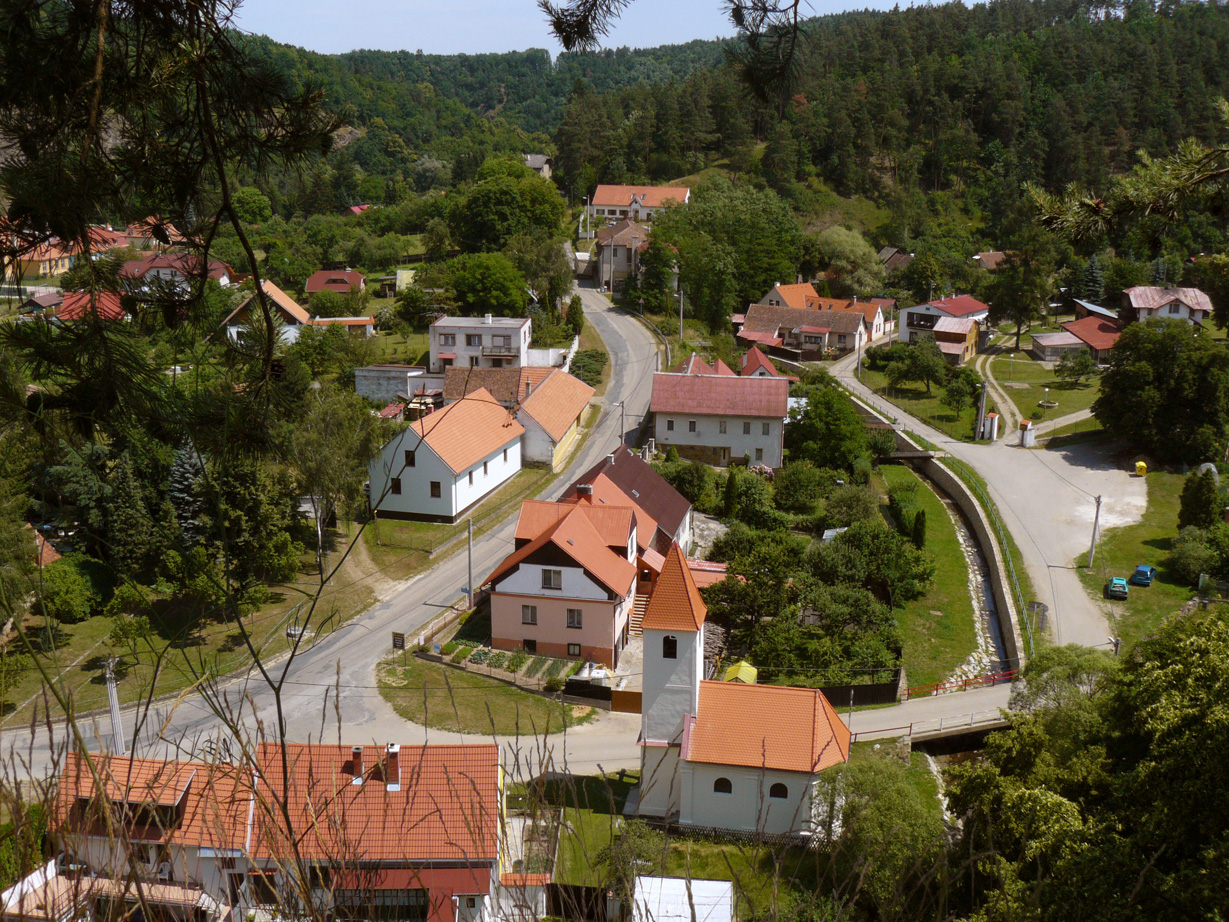
Podhradí nad Dyjí

Podhradí nad Dyjí, bis 1949 Frejštejn, (deutsch Freistein) ist eine Gemeinde im Okres Znojmo (Bezirk Znaim) in Tschechien. Sie liegt in Südmähren zwischen Drosendorf und Bítov (Vöttau) an der Einmündung des Křeslický potok (Größingbach) in die Thaya, nahe der Grenze zu Österreich.
Weitere Nachbardörfer sind Uherčice im Nordwesten, Stálky (Stallek) im Süden und Starý Petřín (Altpetrein) im Südosten. Das Dorf selbst ist als ein Gassengruppendorf angelegt.

## Geschichte

Ansicht der Ruine Freistein

Aus dem Jahre 1250 stammen die ersten Nachrichten über die Burg „Vreynsteyne“ an der Thaya, deren Besitzer die Brüder Gaitmar und Hartleb von Freistein waren. 1331 kam die Burg in den Besitz Konrads von Vöttau und zu diesem Zeitpunkt wurde auch der Ort Freistein erstmals erwähnt, dessen Besitz Vladislav II. dem Leopold Kraiger von Kraigk auf Ungarschitz bestätigte. Beim Einmarsch der Truppen Matthias Corvinus nach Mähren wurde die Burg Freistein 1480 zerstört. Die Anlage des Ortes weist auf eine Besiedlung durch bayrische deutsche Stämme hin, wie sie um 1050, aber vor allem im 12/13. Jahrhundert erfolgte. Zu den Dörfern der Burg gehörten Größing, Šatic und Stogečic, die später alle wüst fielen.
Vor 1563 wurden Freistein, das bis zum Ende des 16. Jahrhunderts im Besitz der Familie Kraiger von Kraigk war, die Marktrechte verliehen. Diese wurde im Jahre 1571 von Kaiser Maximilian II. bestätigt. Im 17. Jahrhundert folgten die Strein von Schwarzenau als Besitzer sowie Jacob Berchtold, der Stammherr der Freiherren auf Ungarschitz. Seit 1672 wird das Dorf unverändert als Freistein genannt.
Im 18. Jahrhundert wurde Freistein unter Emanuel Fürst von Collalto und San Salvatore Teil des Fideikommisses Ungarschitz. 1787 wird eine Mühle im Ort errichtet. 1832 vernichtete ein Großfeuer den Marktflecken fast vollständig, nur eine Mühle und vier Häuser überstanden das Feuer unbeschädigt. Im 1900 wird der Teil Bachörtel als eigenes Dorf mit 114 Einwohnern angegeben.
Bis 1914 war die Region als Sommerfrische in Znaim, Iglau, Brünn und Wien beliebt. Im Ort selbst gab es aufgrund eines großen Forstbestandes 2 Sägewerke, die Holzwolle herstellten. Dennoch war der größte Teil der Bewohner des Ortes in der Landwirtschaft tätig. Die Einwohner sprachen bis zum Schicksalsjahr 1945 die „ui“- Mundart (bairisch-österreichisch) mit ihren speziellen Bairischen Kennwörtern.
Nach dem Ersten Weltkrieg zerfiel der Vielvölkerstaat Österreich-Ungarn. Der Vertrag von Saint-Germain, 1919 erklärte den Ort, der im Jahre 1910 zu 99 % von Deutschsüdmährern bewohnt war, zum Bestandteil der neuen Tschechoslowakischen Republik. Nach dem Münchner Abkommen 1938 gehörte der Ort bis 1945 zum Reichsgau Niederdonau.
Nach dem Ende des Zweiten Weltkrieges (8. Mai 1945) wurden die im Münchener Abkommen (1939) an Deutschland übertragenen Territorien, also auch der Ort Freistein, im Rückgriff auf den Vertrag von Saint-Germain (1919) wieder der Tschechoslowakei zugeordnet. Die deutschen Bewohner wurden 1945 als Folge des Kriegs enteignet und größtenteils vertrieben.
Die Matriken wurden seit 1822 bei Stallek mitgeführt und befinden sich jetzt im Landesarchiv Brünn.

## Wappen und Siegel
Zwar gibt es Berichte, dass ein Siegel bereits vor dem 15. Jahrhundert vorhanden war, aber die älteste Darstellung eines Siegels stammt aus dem Jahre 1732. Sie zeigt eine pyramidenartige Verzerrung des Burgfelsens mit der Umschrift „MARCKHTL FREIESTEIN 1732“. Im 19. Jahrhundert änderte der Ort sein Siegel und benutzte einen fünfzackigen Stern inmitten eines Lorbeerkranzes.
Ein Wappen wird im 16. Jahrhundert ebenso genannt wie ein Siegel. Es zeigt ein rot- oder rubinfarbenen Schild mit einer Burg mit zwei Türmen und Zinnen in Mauerfarben darin.

## Einwohnerzahlen
| Jahr | Einwohnerzahl | Deutsche | Tschechen |
| ---- | ------------- | -------- | --------- |
| 1793 | 260           | k. A.    | k. A.     |
| 1836 | 361           | k. A.    | k. A.     |
| 1880 | 416           | 415      | 1         |
| 1900 | 423           | 422      | 1         |
| 1910 | 449           | 444      | 5         |
| 1921 | 392           | 315      | 43        |
| 1939 | 361           | 312      | 29        |
| 1961 | 199           | -        | 199       |

## Sehenswürdigkeiten

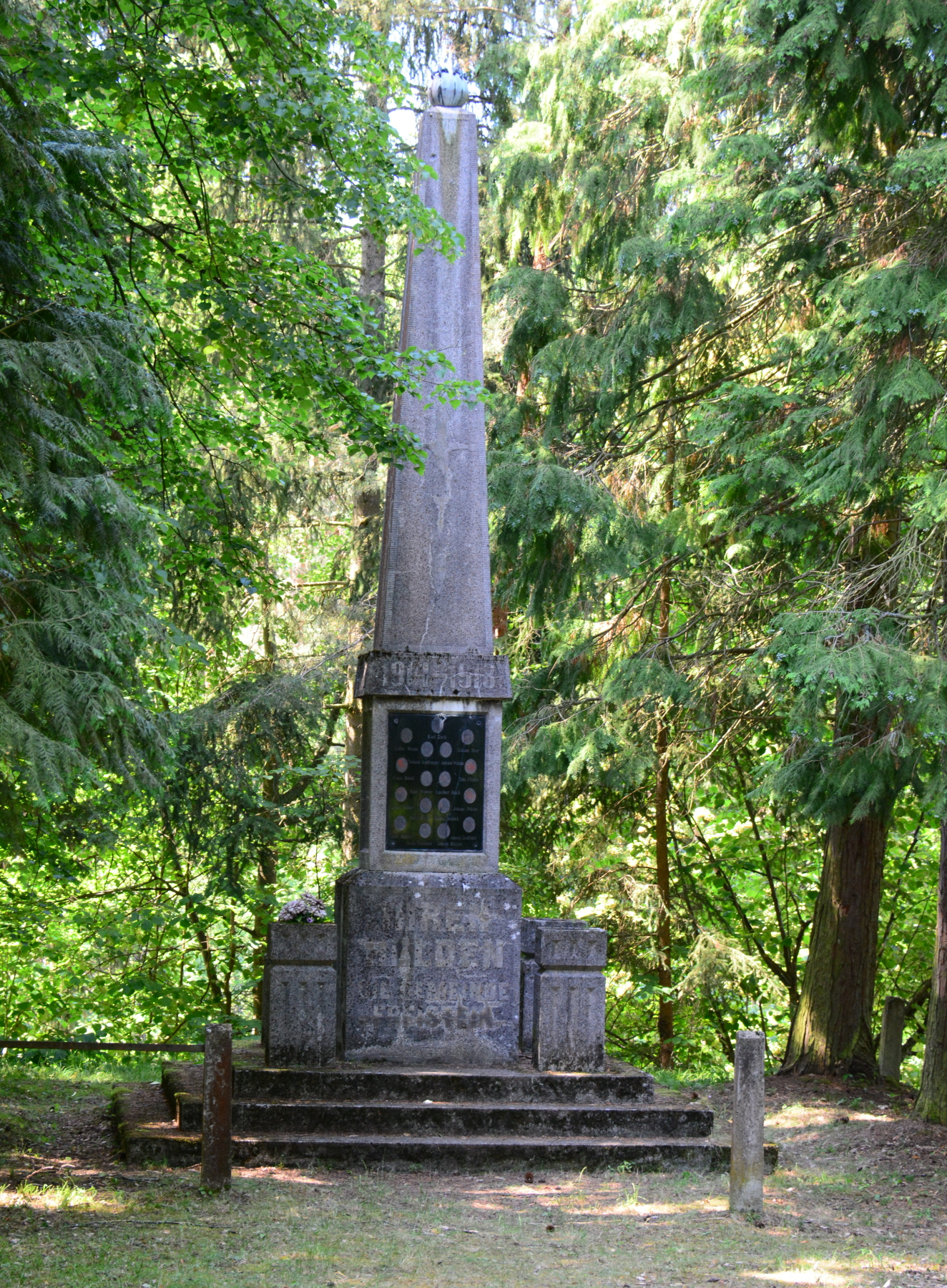
Kriegerdenkmal beim Friedhof

- Ruine der Burg Frejštejn (1250), starke Schildmauer, Zugbrücke mit 2 rechteckigen Türmen
- Dreifaltigkeitsäule (1. Hälfte des 18. Jahrhunderts)
- Denkmal für die Gefallenen des Ersten Weltkrieges
- Kapelle hl. Johann und Paul (1721), Westturm von 1884

## Sagen aus dem Ort
Unter den deutschen Ortsbewohnern gab es eine Vielzahl von Mythen:
- Immer wenn jemand nachts auf dem Weg bei der Loibingmühle entlang der Thaya ging, regnete es Steine und es sausten ein paar Prügel nach ihm. Daraufhin holten die Dorfbewohner einen Mönch aus dem Kloster, der ihnen helfen sollte, diesen Geist zu bannen. Dieser jedoch fürchtete sich so sehr, dass er plötzlich einen Gichtanfall bekam. Die Ortsbewohner trugen ihn daraufhin auf einer Bahre zum Weg. Als sie in der Nacht dort ankamen, sahen sie neben dem Weg ein Licht und der Mönch begann zu beten. Plötzlich hörten sie eine tiefe Stimme, die schrie: „Habtsn scho da? Sa stech ma glei a!“ Daraufhin fürchteten sich alle und liefen samt dem Mönch davon. Am Ende stellte sich heraus, dass drei Räuber ihr Lager neben dem Weg aufgeschlagen hatten und nach diesem Ereignis rasch das Weite suchten.[11]
- Eine weitere Sage erzählt vom „greanen Mandl“. Beim Weihgraben kommt bei Mondschein ein grünes Mandl aus der Grotte. Es geht daraufhin zu einer Quelle und taucht in diese ein. Bald daraufhin kommt es mit zwei Wichteln aus dem Wasser und beginnt mit diesen zu musizieren. Aus dem Nebel lösen sich dann Gestalten und beginnen zu tanzen.[12]

Weitere Sagen sind:
- Der Ritterknecht Hein aus Freistein
- Der missglückte Schwedeneinfall
- Freisteiner Burschen gingen Hex’n-schaue’n
- Eine Hexenverbrennung in Freistein
- Die Geister vom Famersbach
- Das Nachtkonzert im Weihgraben
- Das traurige Ende des Raubritter Golz
- Ein ehrlicher Teufel
- Der Einsiedler der Loibinger Höhle
- Der gierige Schmalzmüller und der Untergang seiner Mühle
- Die wohltätige Schatzhüterin
- Hansjörgl, der pfiffige, aber überlistete Taugenichts
- Mit dem Tode bestrafte Neugier
- Das Schloß der Wunder im „Liacht’n Graben“[13]

## Quelle
- Georg Dehio, Karl Ginhart: Handbuch der deutschen Kunstdenkmäler in der Ostmark. Anton Schroll & Co, 1941, Freistein S. 207.
- Johann Zabel: Kirchlicher Handweiser für Südmähren, 1941, Generalvikariat Nikolsburg, Freistein bei Stallek, S. 55
- Felix Bornemann: Kunst und Kunsthandwerk in Südmähren. Maurer, Geislingen/Steige 1990, ISBN 3-927498-13-0, Freistein S. 9f
- Bruno Kaukal: Die Wappen und Siegel der südmährischen Gemeinden Knee, Wien 1992, ISBN 3-927498-19-X, Freistein S. 63